# Kazumichi Takagi
Kazumichi Takagi, född 21 november 1980 i Shiga prefektur, Japan, är en japansk fotbollsspelare som sedan 2015 spelar i FC Gifu.